# Dmitró Kuleba
Dmytró Ivánovich Kuleba (en ucraniano: Дмитро́ Іва́нович Куле́ба; Sumy, Unión Soviética, 19 de abril de 1981) es un estadista, diplomático y especialista en comunicaciones ucraniano, que entre 2020 y 2024 ocupó el cargo de ministro de Relaciones Exteriores de Ucrania. Al mismo tiempo fue miembro del Consejo de Defensa y Seguridad Nacional de Ucrania. Es uno de los altos diplomáticos más jóvenes en la historia de Ucrania. Anteriormente trabajó como vice primer ministro de Ucrania para la Integración Europea y Euroatlántica, así como representante permanente de Ucrania ante el Consejo de Europa entre 2016 y 2019.

## Biografía
Kuleba nació el 19 de abril de 1981 en la ciudad de Sumy, en el este de Ucrania. Se graduó del Instituto de Relaciones Internacionales de la Universidad Nacional Tarás Shevchenko de Kiev en 2003 y tiene un título de Candidato a Ciencias (equivalente a un doctorado) en Derecho Internacional.
Kuleba se ha desempeñado en el servicio diplomático de Ucrania y en el Ministerio de Relaciones Exteriores desde 2003. En 2013, abandonó el servicio público citando su desacuerdo con el curso del expresidente de Ucrania, Víktor Yanukóvich, y presidió la Fundación UART para la Diplomacia Cultural.
Participó activamente en las protestas del Euromaidán en 2013-2014.
En el punto álgido de las primeras etapas de la invasión rusa de Ucrania en 2014, Kuleba decidió regresar al Ministerio de Relaciones Exteriores como embajador general para lanzar comunicaciones estratégicas. Introdujo los conceptos de diplomacia digital, comunicaciones estratégicas, diplomacia cultural y diplomacia pública en el trabajo del Ministerio.
En 2016, Kuleba fue nombrado representante permanente de Ucrania ante el Consejo de Europa. Desde agosto de 2019 hasta marzo de 2020, fue vice primer ministro de Integración Europea y Euroatlántica de Ucrania. Se desempeñó como ministro de Relaciones Exteriores de Ucrania desde el 4 de marzo de 2020 hasta el 4 de septiembre de 2024, cuando dimitió como ministro de Asuntos Exteriores en medio de una reestructuración del gabinete.